# Chocho (álbum)
Chocho! es el nombre del segundo álbum musical, perteneciente al músico de rock argentino, Eduardo Schmidt. A diferencias de su predecesor,  El silencio es salud (2009); este trabajo fue lanzado de forma independiente a través de Internet. 
Fue grabado en el Estudio del Abasto por Álvaro Villagra y participaron reconocidos colegas como Ciro Pertusi (Attaque 77 y Jauría), Pablo Romero (ex Árbol), Walter Piancioli, de Los Tipitos, Pablo Vidal de El Kuelgue, Gerardo Farez de Tremor, Martín Avati de La ciudad bajo la niebla y Marcelo "Balde" Spósito (ex Kapanga), quién es coautor junto a Schmidt de casi todas las canciones del disco.

## Lista de canciones
| N.º   | Título                           | Duración |  |
| 1.    | «Un río»                         | 3:33     |  |
| 2.    | «El quijote de Morón»            | 2:34     |  |
| 3.    | «Hoy»                            | 3:20     |  |
| 4.    | «Volvés»                         | 2:59     |  |
| 5.    | «Los amigos del campeón»         | 3:11     |  |
| 6.    | «El Enroscao»                    | 2:56     |  |
| 7.    | «Roto»                           | 4:24     |  |
| 8.    | «Correr más rápido»              | 2:50     |  |
| 9.    | «De: ningún lado A: ningún lado» | 2:39     |  |
| 10.   | «Contra viento y marea»          | 3:54     |  |
| 32:25 |                                  |          |  |